# Deltion College
Het Deltion College is een regionaal opleidingencentrum voor middelbaar beroepsonderwijs en volwasseneneducatie. De organisatie telde in 2023 zo'n 20.000 leerlingen en 1.800 medewerkers. De school is gevestigd te Zwolle.

## Nieuwbouw Zwolle
Begin 2009 werd aan de Mozartlaan in Zwolle een nieuw gebouwd 110.200 m² groot scholencomplex betrokken. Het bestaat uit 12 gebouwen, twee parkeergarages en twee openlucht parkeerplekken, een theater met plek voor ruim 200 gasten, een 500 meter lange boulevard met winkelruimtes en restaurantjes en een sporthal met meerdere zalen. Alle gebouwen zijn met elkaar verbonden door de overdekte boulevard, op één na die aan de overzijde van de Zwartwaterallee staat. Door het complex loopt een verkeersweg met een eigen bushalte. Die wordt overkluisd door een bouwdeel waarin de kantine is gevestigd.